# Thuật Dương
Thuật Dương (chữ Hán phồn thể:沭陽縣, chữ Hán giản thể: 沭阳县) là một huyện thuộc địa cấp thị Túc Thiên, tỉnh Giang Tô, Cộng hòa Nhân dân Trung Hoa. Huyện này có diện tích 2299 ki-lô-mét vuông, dân số năm 2001 là 1,74 triệu người. Mã số bưu chính là 223600, mã vùng điện thoại là 0527. Chính quyền huyện đóng ở trấn Thuật Thành. Về mặt hành chính, huyện này được chia thành các đơn vị hành chính gồm 26 trấn, 8 hương. Tổng cộng có 472 ủy ban thôn.
- Trấn: Thuật Thành, Lũng Tập, Hồ Tập, Tiền Tập, Đường Câu, Mã Hán, Nghi Đào, Miếu Đầu, Hàn Sơn, Hoa Xung, Tang Khư, Duyệt Lai, Lưu Tập, Lý Hằng, Đả Hạ, Nhan Tập, Đồng Dương, Long Miếu, Cao Khư, Cảnh Vu, Thang Giản, Tân Hà, Hiền Quan, Ngô Tập, Hồ Đông, Thanh Y Hồ.
- Hương: Bắc Đinh Tập, Chu Tập, Đông Tiểu Điém, Trương Vu, Mao Vu, Tây Vu, Vạn Thất, Quan Đồn.